# Bei der Mühle
Bei der Mühle ist ein mit Verordnung des Regierungspräsidiums Tübingen vom 23. Februar 1981 ausgewiesenes Naturschutzgebiet mit der Nummer 4.087 nördlich der Walzmühle beim Burladinger Stadtteil Hörschwag im Zollernalbkreis. Es handelt sich um eines der wenigen Feuchtgebiete auf der wasserarmen Schwäbischen Alb.

## Lage
Das Naturschutzgebiet befindet sich im Naturraum Mittlere Kuppenalb und liegt im Laucherttal etwa 1000 Meter nordwestlich von Hörschwag. Das Gebiet ist Teil des FFH-Gebiets Nr. 7821-341 „Gebiete um das Laucherttal“ und es ist vollständig umgeben vom Landschaftsschutzgebiet Nr. 4.17.044 „Laucherttal mit Nebentälern“.

## Schutzzweck
Laut Verordnung ist der wesentliche Schutzzweck die Erhaltung dieses Feuchtgebietes mit seinen Quellaustritten, Pflanzen‑ und Tiervorkommen, die eine Besonderheit für diesen Teil der Schwäbischen Alb darstellen.

## Landschaftscharakter
Das Naturschutzgebiet besteht vornehmlich aus einem flächig ausgebildeten, stark bultigen Großseggenried. Im Norden befindet sich ein von Schwerzerlen dominierter Waldbestand. In den Randgebieten befinden sich noch gepflegte Nasswiesen. Entlang der Nordöstlichen Gebietsgrenze fließt die Lauchert.

## Flora
Im Schutzgebiet gedeiht die Rasen-Segge, die in Deutschland nur zerstreut vorkommt.